# Хе Пингпинг
Хе Пингпинг (кин: 何平平; Уланкаб, 13. јул 1988 — Рим, 13. март 2010) био је Кинез којег је неко време Гинисова књига рекорда сматрала за најнижег човека на свету.

## Биографија
Хе Пингпинг рођен је у месту Уланкаб. Родио се са поремећајем у расту, а у марту 2008 године званично је ушао у Гинисову књигу рекорда као најмањи човек на свету. Пингпинг је у Италији снимао телевизијску емисију „Рекорд шоу“. Наиме, током снимања телевизијске емисије „Рекорд шоу“ у Италији Хе Пингпинг се пожалио на болове у грудима. Хитно је пребачен у болницу у Риму но, на жалост, убрзо је преминуо у болници. Преминуо је због проблема са срцем у суботу 13. март а 2010. године у Риму. Хе Пингпинг је покопан у Кини. У тренутку смрти био је висок 73 центиметра. Запосленици Гинисове књиге рекорда су рекли да је све шармирао својом појавом и заразним осмехом.